# Nancova
Nancova és un municipi de la província de Cuando Cubango. Té una extensió de 10.310 km² i 3.451 habitants. Comprèn les comunes de Nancova i Rito. Limita al nord amb el municipi de Cuito Cuanavale, a l'est amb el municipi de Mavinga, al sud amb els municipis de Calai i Cuangar, i a l'oest amb el municipi de Menongue.